# Bierge
Bierge (Biarche en aragonès) és un municipi aragonès situat a la província d'Osca i enquadrat a la comarca del Somontano de Barbastre.

## Nuclis associats
- Rodellar.[2] En el camí entre Rodellar i Pedruel hi ha un dolmen, a Llosa de la Mora.[3] Depenen de Rodellar:
  - Las Almunias de Rodellar, llogaret situat a 699 metres d'altitud.[4]
  - Letosa, vora el barranc de Mascún.[5]
  - Nasarre, llogaret deshabitat. En destaca l'església romànica de Sant Andreu.[6]
  - Otín, deshabitat.[7]
  - Pedruel, deshabitat.[8] A la seua església, es va afegir una torre fortificada.[9]
- Morrano. Els llogarets de San Román i el de Yaso depenen de Morrano.[10]
- San Hipólito.
- San Saturnino.

## Arqueologia
Es conserven tres arcs d'un possible pont romà damunt del riu Isuela.

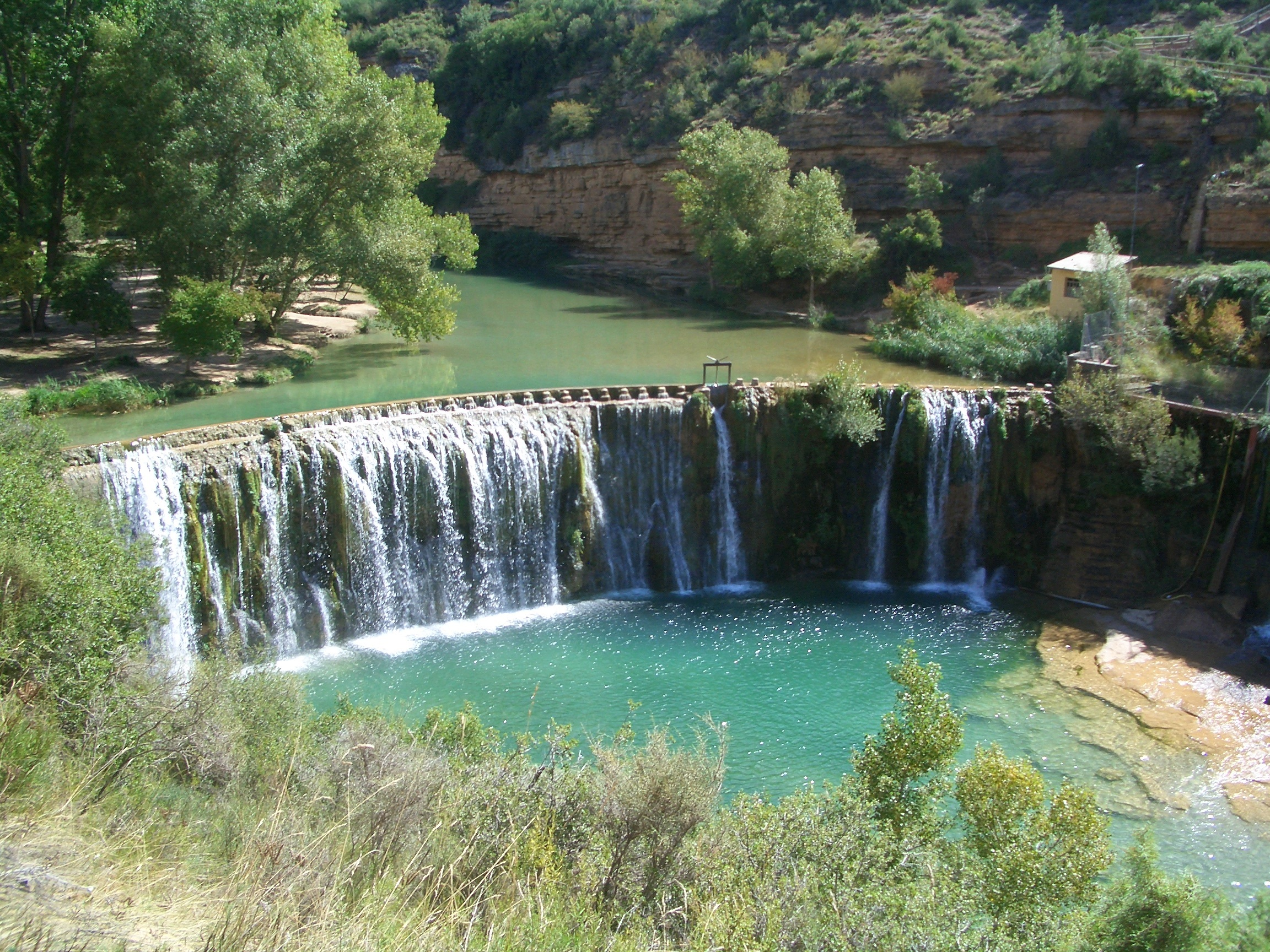
Salt de Bierge, riu Alcanadre